# Васильєва Софія Володимирівна
Софія Володимирівна Васильєва (англ. Sofia Vassilieva; нар. 22 жовтня 1992, Міннеаполіс) — американська актриса російського походження.

## Біографія
Софія Васильєва народилася 22 жовтня 1992 року в Міннеаполісі. Її батьки виїхали з Новосибірська в США на початку 1990-х. У віці 7 років Софія взяла участь у міжнародному конкурсі «International Modeling and Talent Association». Вона завоювала титул найкращої юної актриси року і зайняла друге місце в номінації найкращої юної моделлю року.
Софія дебютувала на телебаченні в 2001 році з епізодичною роллю в серіалі «Агентство». У 2003 році зіграла у двох телефільмах про Елоїзу. Здобула популярність завдяки ролі в серіалі «Медіум», в якому знімалася з 2005 по 2011 рік.

## Фільмографія
| Рік         |    | Українська назва                    | Оригінальна назва                  | Роль                 |
| ----------- | -- | ----------------------------------- | ---------------------------------- | -------------------- |
| 2001        | с  | Агентство                           | The Agency                         | Хелена               |
| 2002        | тф | Бреді Банч в Білому домі            | The Brady Bunch in the White House | Сінді Бреді          |
| 2003        | тф | Пригоди Елоїзи                      | Eloise at the Plaza                | Елоїза               |
| 2003        | в  | Мешканці підземелля                 | Inhabited                          | Джина Рассел         |
| 2003        | тф | Елоїза 2: Різдво                    | Eloise at Christmastime            | Елоїза               |
| 2005 — 2011 | с  | Медіум                              | Medium                             | Аріель Дюбуа         |
| 2007        | ф  | День Зеро                           | Day Zero                           | Мара                 |
| 2009        | ф  | Мій ангел-охоронець                 | My Sister's Keeper                 | Кейт Фіцджеральд     |
| 2009        | ф  | Біль                                | Hurt                               | Сара Парсонс         |
| 2011 — 2013 | с  | Закон і порядок: Спеціальний корпус | Law & Order: Special Victims Unit  | Сара Волш            |
| 2013        | тф | Клич мене божевільним               | Call Me Crazy: A Five Film         | Еллісон              |
| 2015        | с  | Сталкер                             | Stalker                            | Дірдре               |
| 2016        | с  | Люцифер                             | Lucifer                            | Дебра МакОлі         |
| 2016        | с  | Погана слава                        | Notorious                          | Дженна Поллі         |
| 2016        | тф | Макс                                | Max                                | Бесс                 |
| 2017        | с  | Мислити як злочинець: За кордонами  | Criminal Minds: Beyond Borders     | Роксі БЕНТЕЛ         |
| 2017        | с  | Тренувальний день                   | Training Day                       | Челсі Браун          |
| 2017        | ф  | Брайтон-Біч                         | Brighton Beach                     | Даша                 |
| 2017        | вг | Call of Duty: WWII                  | Call of Duty: WWII                 | Хейзел Деніелс       |
| 2017 — 2018 | с  | Супергьорл                          | Supergirl                          | Олівія               |
| 2018        | тф | Погана мачуха                       | Bad Stepmother                     | Веріті Хокінг        |
| 2018        | с  | Поза часом                          | Timeless                           | Еббі Фолгер Франклін |
| 2018        | с  | Спецназ міста ангелів               | S.W.A.T.                           | Лорен                |
| 2018        | с  | Чорна Блискавка                     | Black Lightning                    | Лукер                |
| 2020        | ф  | Російський американець              | Brighton Beach                     | Даша                 |
| 2020        | с  | У пошуках Аляски                    | Looking for Alaska                 | Лара Бутерська       |
| 2021        | ф  | Дрібниці                            | The Little Things                  | Тіна Сальваторе      |

## Нагороди та номінації
| Рік  | Нагорода      | Категорія                             | Робота              | Результат |
| ---- | ------------- | ------------------------------------- | ------------------- | --------- |
| 2004 | Молодий актор | Найкраща молода актриса               | Елоїза 2: Різдво    | Номінація |
| 2006 | Молодий актор | Найкраща молода актриса другого плану | Медіум              | Перемога  |
| 2010 | Молодий актор | Найкраща молода актриса другого плану | Мій ангел-охоронець | Перемога  |